# Habichtstraße (metrostation)
Habichtstraße is een metrostation in het stadsdeel Barmbek-Nord van de Duitse stad Hamburg. Het station werd geopend op 23 juni 1930 en wordt bediend door lijn U3 van de metro van Hamburg.